# Atarba lawsonensis
Atarba lawsonensis är en tvåvingeart som först beskrevs av Frederick Askew Skuse 1890.  Atarba lawsonensis ingår i släktet Atarba och familjen småharkrankar. Inga underarter finns listade i Catalogue of Life.